# Jamaica Bay Wildlife Refuge
Il Jamaica Bay Wildlife Refuge è un'area naturale protetta di New York gestita dal National Park Service come unità della Gateway National Recreation Area. Comprende le acque libere e le paludi salmastre intertidali della Jamaica Bay. Si trova interamente entro i confini della città di New York, suddiviso tra i distretti di Brooklyn a ovest e Queens a est.

## Descrizione
Il Jamaica Bay Wildlife Refuge è composto da diverse isole nella Jamaica Bay, situate sia nel distretto di Brooklyn che in quello del Queens. La parte che ricade nel Queens si trova nei pressi dell'aeroporto internazionale John F. Kennedy, costruito su una parte delle zone umide della Jamaica Bay che iniziò ad essere ricoperta con materiale di riempimento a partire dall'aprile del 1942. Attualmente l'aeroporto internazionale JFK è il sesto aeroporto più trafficato degli Stati Uniti e il traffico aereo può rappresentare una grave minaccia di inquinamento acustico per l'ambiente circostante.
Il rifugio naturale si estende quasi interamente su zone di acqua aperta, ma comprende anche zone di fascia litorale e isole con paludi salmastre, dune, stagni salmastri, aree boschive e campi. È l'unico wildlife refuge del National Park System situato a New York. Originariamente istituito e gestito dalla città di New York come rifugio per la fauna selvatica, mantenne lo stesso nome quando nel 1972 la sua gestione passò alla Gateway National Recreation Area (di solito i wildlife refuge federali vengono gestiti dal Fish and Wildlife Service degli Stati Uniti). Sotto la gestione della città di New York sono stati creati due grandi stagni d'acqua dolce. Da un centro visitatori munito di parcheggio è possibile ottenere permessi gratuiti per percorrere i sentieri che si snodano nel rifugio. I due sentieri principali si snodano intorno all'East Pond e al West Pond. Il West Pond e il sentiero che lo contorna, tuttavia, sono stati devastati dall'uragano Sandy nel 2012.

## Fauna

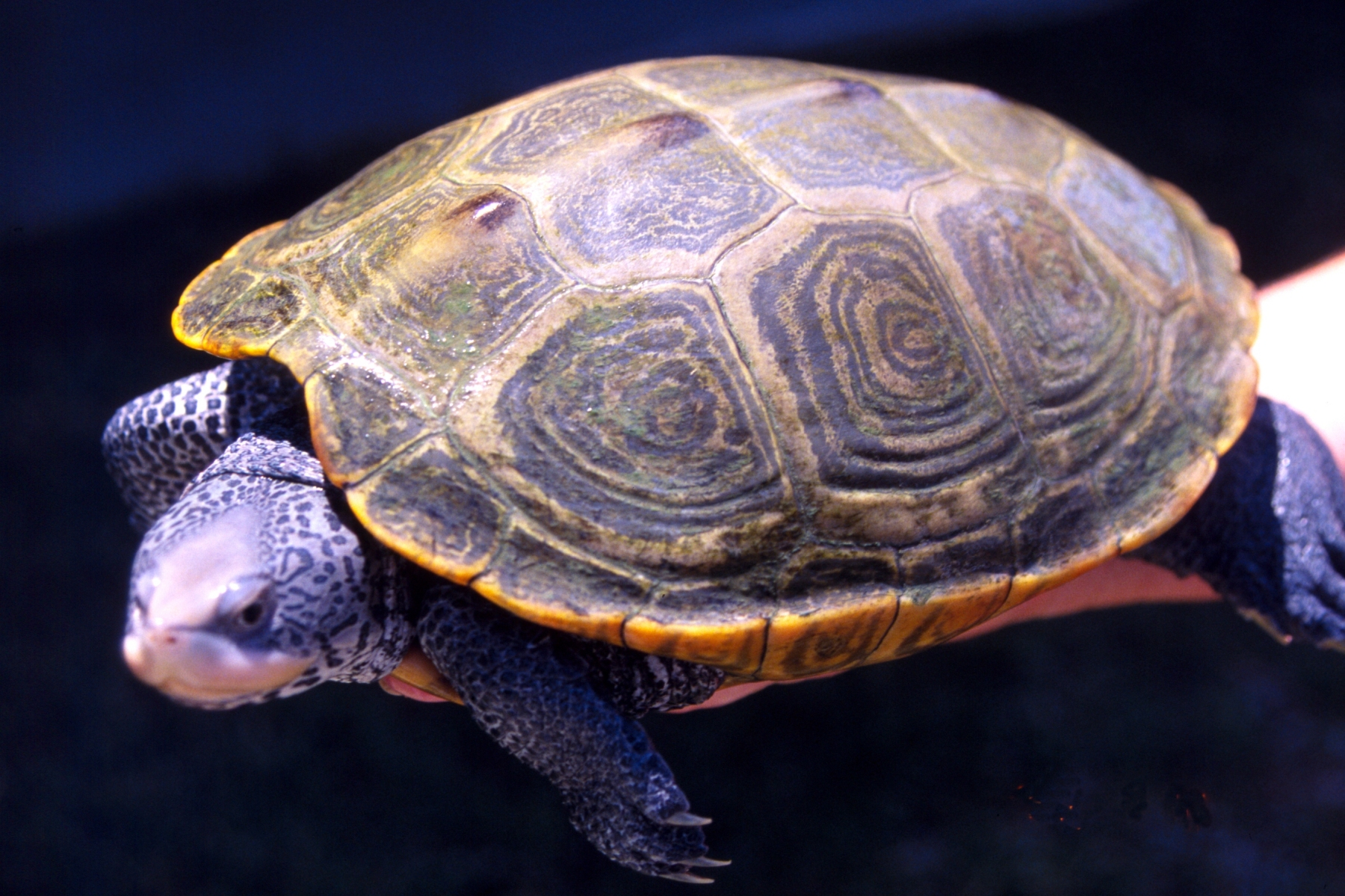
Femmina adulta di tartaruga dal dorso a diamante.

Il rifugio fornisce l'habitat adatto a un'ampia varietà di flora e fauna, sia marina che terrestre. Grazie alle numerose specie di uccelli, sia stanziali che migratori, è un luogo privilegiato per praticare il birdwatching a New York. Inoltre qui depongono le uova le tartarughe dal dorso a diamante e si accoppiano e depongono le uova i limuli. La dieta della tartaruga dal dorso a diamante comprende principalmente pesci, lumache, vermi, vongole, granchi e piante palustri, che abbondano in questa particolare zona paludosa. I falchi pescatori, un tempo minacciati a causa del pesticida DDT, nidificano regolarmente nel rifugio dal 1991. Attualmente vengono catturati, etichettati e studiati nel Wildlife Refuge per aiutare gli scienziati a comprenderne meglio le abitudini. Nella zona sono presenti anche piccoli mammiferi come scoiattoli grigi orientali e procioni. Questi ultimi, tuttavia, recentemente aumentati di numero, hanno sviluppato un gusto particolare per le uova di tartaruga dal dorso a diamante e molti nidi vengono spesso distrutti solo 24 ore dopo la deposizione.

## Storia
Il primo a ipotizzare la creazione di un rifugio per la fauna selvatica nella zona fu il commissario del Dipartimento dei parchi e delle attività ricreative della città di New York (NYC Parks) Robert Moses, che già nel 1938 desiderava rivedere il piano regolatore dell'area intorno alla Jamaica Bay per impedire la costruzione di altre industrie attorno ad essa. A partire dal 1941 Moses progettò di convertire la Jamaica Bay in un centro ricreativo di 7300 ettari. Nel 1945 chiese al New York City Board of Estimate (all'epoca l'ente governativo responsabile delle decisioni municipali) di trasferire il controllo della Jamaica Bay al NYC Parks, in modo da poter convertire la baia in quello che il New York Times descrisse come «un paradiso per la fauna selvatica e una mecca per pescatori e appassionati di nautica». Dopo circa dodici anni di pianificazione, nel 1950 Moses iniziò i lavori per la creazione del parco.
A Moses viene attribuito il merito di aver introdotto l'idea di creare ex novo stagni d'acqua dolce su ciascun lato del rifugio: secondo lui, la presenza di stagni d'acqua dolce in prossimità delle paludi di acqua salata della baia avrebbe attirato una maggiore varietà di fauna selvatica. Per lo sviluppo del parco furono impiegati circa 84000 lavoratori.

### I primi anni
La prima fase del progetto fu completata nel 1953 e Herbert Johnson venne nominato primo sovrintendente del parco. Il sito divenne rapidamente un rifugio per gli uccelli, acquatici e non: nei primi cinque anni del parco ne vennero identificate 208 specie. Il rifugio attirò specie come il becco a forbice nero e l'egretta nivea, che non si vedevano nell'area di New York da diversi decenni. Durante i primi anni, nel parco si potevano trovare anche altri animali selvatici, come orsi neri, coyote, wapiti e perfino lupi. Dalla fine degli anni '50 il parco iniziò a essere visitato da molti birdwatcher.
Nel 1972 il sito passò sotto il controllo del National Park Service, che amministra il rifugio come parte della Gateway National Recreation Area.

### XXI secolo
A causa del cambiamento climatico, l'area della Jamaica Bay deve affrontare minacce, quali l'erosione delle paludi salmastre, l'innalzamento del livello del mare e le inondazioni. Nel 2012 il sindaco Michael Bloomberg e il segretario degli Interni Ken Salazar autorizzarono la creazione della Jamaica Bay-Rockaway Parks Conservancy, Inc. (JBRPC). Questa organizzazione pubblico-privata, istituita ufficialmente nel 2013, collabora con il National Park Service, il Dipartimento dei parchi e delle attività ricreative della città di New York e il Dipartimento dei parchi, delle attività ricreative e della conservazione storica dello Stato di New York ed è «dedicata al miglioramento dei 10000 acri di parchi pubblici in tutta la Jamaica Bay e nella penisola di Rockaway per residenti e visitatori». Altre organizzazioni dedicate alla conservazione della baia sono Jamaica Bay Ecowatchers e The American Littoral Society.
Nel 2016 David Segal e David Hendrick hanno prodotto il documentario Saving Jamaica Bay, narrato dall'attrice Susan Sarandon. Il film racconta la storia del rifugio nazionale per la fauna selvatica e gli sforzi attuali per preservare il paesaggio naturale e la fauna selvatica.
Nel 2018 è stato stimato che nel parco siano state censite 365 specie. Su 417 parchi nazionali degli Stati Uniti, Jamaica Bay risulta essere al secondo posto per numero di uccelli ospitati, più di Yellowstone o Yosemite.
Nel 2018 è stato avviato un progetto di ripristino ambientale da 400 milioni di dollari per combattere l'erosione e l'inquinamento, rimuovere i rifiuti trasportati dal mare e riparare i danni causati dall'uragano Sandy. Dopo un lavoro di restauro, nel novembre 2021 è stato riaperto il sentiero che circonda il West Pond.